# Los Llanos de Aridane
Los Llanos de Aridane – gmina w Hiszpanii, w prowincji Santa Cruz de Tenerife, we wspólnocie autonomicznej Wysp Kanaryjskich, o powierzchni 35,79 km². W 2011 roku gmina liczyła 20 895 mieszkańców.